# Koszmosz–14
A Koszmosz–14 (oroszul: Космос–14) szovjet kísérleti meteorológiai műhold, mely a későbbi műholdakon használt berendezések tesztelésére szolgált.

## Küldetés
Az első szovjet kísérleti meteorológiai műhold, a műholdas meteorológiai rendszer kiépítésének kísérleteire szolgált. Kutatási szolgálaton túl az energiaellátás stabilitását, a tájolás állandóságának biztosítását (Napra, Holdra, Földre, csillagra) ellenőrizték. Indítását követően négy és fél év múlva kezdődött meg az időjárási-meteorológiai rendszer kiépítése.

## Jellemzői
A moszkvai Elektromechanikai Tudományos Kutatóintézetben (VNIIEM) épített Omega–1 típusú kísérleti meteorológiai műhold, mely a későbbi Metyeor műhold egyes rendszereinek kipróbálására szolgált.
1963. április 2-án a Kapusztyin Jar rakétakísérleti lőtérről a Majak–2 indítóállásából egy Koszmosz–2I (63SZ1) típusú hordozórakétával juttatták alacsony Föld körüli pályára. A 92,1 perces, 48,95 fokos hajlásszögű, elliptikus pálya elemei: perigeuma 512 km, apogeuma 265 km volt. Tömege 500 kilogramm. Áramforrásai kémiai akkumulátorok és napelemtáblák voltak.
A hagyományos (földi, légi, tengeri) meteorológiai rendszerek mérései alapján nem lehet pontosan meghatározni (következtetések, statisztikák) az adott helyre vonatkozó tényleges időjárási viszonyokat.
A műholddal rádióeszközön keresztül tartották a kapcsolatot. A stabilizálást lendkerekek elektromotor mozgatásával, majd mágneses csillapítással biztosították. A rendszer háromtengelyű stabilitást biztosított a Föld központjára tájolva. A napelemek optimális (Napra irányuló) helyzetét elektromotorok segítségével automatikusan végezték. Kísérleti elemeit felhasználták a hasonló, későbbi műholdak alkalmazásánál.
1963. augusztus 29-én 137 nap után, földi parancsra belépett a légkörbe és megsemmisült.